# 保加利亞—羅馬尼亞關係
保加利亚-罗马尼亚关系（羅馬尼亞語：Relaţiile dintre România şi Bulgaria）是保加利亚和罗马尼亚之间的外交关系。两国均为欧洲联盟、北大西洋公约组织、克拉約瓦集團的成员国。
两国在历史上曾经组建过保加利亚与罗马尼亚联盟，但最终均宣告失败。主要原因包括两国文化和政治上的分歧，以及奥匈帝国、俄罗斯帝国等区域强权的反对。
保加利亚在布加勒斯特设有大使馆。罗马尼亚在索非亚设有大使馆。除此之外，罗马尼亚在布尔加斯、锡利斯特拉和维丁设有名誉领事馆。有7,336名保加利亚人居住在罗马尼亚，约4,575名罗马尼亚人居住在保加利亚。两国共有608公里的共同边界，大部分位于多瑙河上。